# Lega per la tutela degli interessi femminili
La Lega per la tutela degli interessi femminili è stata un'associazione nata a Milano nel 1893 con l'obiettivo di promuovere l'emancipazione femminile e tutelare i diritti delle lavoratrici.

## Storia
Fondata da Paolina Schiff nel marzo 1893, la Lega raccolse l'eredità della Lega promotrice degli interessi femminili, costituita a Milano nel 1880 per opera di Anna Maria Mozzoni e della stessa Schiff e considerata la prima associazione di ispirazione emancipazionista in Italia.
Alla nuova associazione, nella cui denominazione, rispetto alla precedente, il termine "tutela" sostituì "promozione", aderirono numerose attiviste milanesi, in gran parte di area socialista, tra cui Carlotta Clerici, Linda Malnati, Alessandrina Ravizza, Regina Terruzzi, ma non la fondatrice della precedente Lega, Anna Maria Mozzoni.
Negli anni successivi sorsero Leghe per la tutela degli interessi femminili in varie città italiane, tra cui Torino (per iniziativa di Emilia Mariani e Irma Melany Scodnik), Venezia, Bologna, Firenze, Roma, Napoli, Palermo.
Le Leghe ebbero come organo di collegamento il periodico Vita femminile (1895-1897), di cui nel 1897 assunsero la direzione Emilia Mariani rappresentante della Lega di Torino, Linda Malnati della Lega di Milano, Rosa Amadori della Lega di Roma.

## Attività e orientamento politico
Sebbene molte aderenti appartenessero all'area socialista, le Leghe mantennero un’impostazione laica e interclassista.
Tra le iscritte vi erano numerose insegnanti e fortemente rappresentato era il ceto medio degli impieghi; diverse aderenti provenivano da esperienze mutualistiche. L'iscrizione era aperta anche agli uomini: parteciparono, ad esempio, alla Lega di Torino il giornalista Renzo Sacchetti e l'avvocato socialista Giambattista Cagno e alla Lega di Milano il deputato Angelo Mazzoleni.
Il programma comprendeva la richiesta di riforme legislative quali il suffragio femminile, la riforma del codice penale, il divorzio, il riconoscimento della paternità e l'abolizione dell'autorità maritale, oltre a rivendicazioni riguardanti le condizioni di lavoro (orario, parità salariale, tutela della maternità), spesso legate a specifiche categorie professionali (insegnanti, telegrafiste, impiegate statali, ecc.).
Le diverse leghe assunsero fisionomie differenziate, riflettendo un orientamento politico composito, anche in merito agli obbiettivi da raggiungere e al metodo da seguire.
La Lega milanese, in stretta collaborazione con enti locali come le Opere Pie e la Camera del Lavoro, sviluppò attività educative e assistenziali per le operaie, come corsi di studio, scuole professionali e servizi di supporto per le madri lavoratrici. Elaborò inoltre una delle prime proposte di legge per la tutela delle lavoratrici madri..

### Leggi di tutela delle lavoratrici
Negli anni novanta dell’Ottocento, Anna Kuliscioff promosse una proposta di legge per la tutela del lavoro femminile e minorile che suscitò ampio dibattito all’interno del movimento emancipazionista. Anna Maria Mozzoni, rappresentante di un orientamento egualitario, si oppose alla proposta, temendo che la tutela potesse divenire uno strumento per escludere le donne dal mondo del lavoro.
Il rapporto fra le Leghe e il Partito socialista fu segnato da tensioni. Kuliscioff criticò apertamente il carattere interclassista e l’indeterminatezza programmatica di queste associazioni, bollando il femminismo come espressione borghese.
La fondatrice della Lega di Torino, Emilia Mariani, pur iscritta al Partito Socialista, a sua volta contestò l'approccio economicista con cui il Partito guardava alla questione femminile, subordinandola alla questione sociale e alla realizzazione del socialismo. Nel 1897 la Lega torinese nel sottoscrivere il memorandum della Federazione delle Società operaie che sosteneva il progetto socialista, aggiunse alla richiesta di leggi di tutela del lavoro delle donne e dei fanciulli, quella della parità salariale tra lavoratori e lavoratrici.
Secondo Franca Pieroni Bortolotti, la campagna per le leggi di tutela fu cruciale nel processo di sviluppo organizzativo del Partito socialista. Contribuendo alla nascita di gruppi femminili al suo interno, avrebbe segnato il passaggio da esperienze associative come le Leghe ad una diversa articolazione politica. Un esempio significativo di questa evoluzione fu la proposta di un'inchiesta sul lavoro di donne e fanciulli, presentata da un gruppo femminile socialista di Milano al Congresso nazionale del 1897. Secondo la storica fiorentina, questo tema specifico avrebbe permesso la creazione di nuovi gruppi, ponendo le basi per un’organizzazione femminile strutturata all’interno del partito, analogamente a quanto avveniva per i giovani.

## Femminismo e pacifismo
Le Leghe ampliarono progressivamente il proprio intervento anche su un piano politico più vasto. Il 29 febbraio 1896, durante l'espansione coloniale italiana in Eritrea, esse assunsero una posizione antimilitarista, rivolgendosi alla Società per la pace e l’arbitrato internazionale affinché intervenisse presso il governo per fermare la spedizione africana.
Dopo la sconfitta di Adua la Lega milanese organizzò un comizio contro la guerra cui aderirono molte società di operaie, dalle sarte alle cucitrici di guanti, dalle operaie della Manifattura tabacchi alle pellattiere, mentre gruppi spontanei di donne, in diverse città italiane, manifestavano occupando i binari per impedire la partenza dei soldati. L'otto marzo 1897, dopo che un comizio di donne era stato impedito con violenza dalla polizia, si tenne un'affollatissima conferenza nella sede della Lega, che promosse la raccolta di trentamila firme di protesta, inviate al governo.
A Pavia, dove Paolina Schiff insegnava all'università, la Lega diffuse alla cittadinanza un appello contro la guerra, chiedendo "il ritiro delle truppe e la restituzione alla patria di tante vite preziose".
A Roma la "Società per la donna", con segretarie Rosa Amadori, Adele Albani Tondi e Maria Montessori, condusse un'intensa campagna contro la guerra, di cui il periodico Vita femminile diede puntualmente notizia.
La mobilitazione contro la guerra, secondo Pieroni Bortolotti, segnò uno dei momenti di massima attività delle Leghe.

## Scioglimento
Nel 1898 le Leghe furono sciolte dal governo, come molte altre associazioni e organizzazioni giudicate "sovversive", nella repressione seguita ai moti popolari del maggio 1898.
I provvedimenti giudiziari che seguirono le "giornate di maggio" colpirono anche Anna Kuliscioff, condannata a due anni per istigazione alla sommossa delle operaie e degli operai della Pirelli, e Linda Malnati, sospesa per tre mesi dall'insegnamento e dallo stipendio con l'accusa di aver svolto propaganda politica.
Alcune delle Leghe che erano state sciolte, in seguito si ricostituirono. L'inizio del nuovo secolo vide la nascita di nuove associazioni femminili a carattere nazionale, come  l'Associazione Nazionale per la donna (1907), l'Unione Femminile Nazionale (1905) e il Comitato Nazionale Pro-Suffragio, che finirono per assorbire in larga parte le aderenti delle Leghe, contribuendo alla loro progressiva scomparsa.